# Удмуртија
Удмуртија (рус. Удму́ртия, удм. Удмуртия), или званично Удмуртска Република (рус. Удмуртская Республика, удм. Удмурт Республика) је конститутивни субјект Руске Федерације са статусом аутономне републике на простору поволшке Русије.
Главни град републике је град Ижевск.

## Етимологија
Република је добила име по титуларном народу Удмуртима који су, након Руса (око 62%), други најбројнији народ у овој републици (са око 28%). Удмурти су народ угро-финског порекла, традиционално православне вероисповести.
Етимологија имена народа Удмурти није потпуно јасна. Највише пажње се придаје хипотези о иранском пореклу имена удмурт који се односи на комшије или суседе. У модерном удмуртском језику реч је подељена на две компоненте - уд (са нејасном семантиком) и мурт, што значи човек, мушкарац.

## Географија
Удмуртија се налази у европском делу Русија западно од планине Урала, између река Кама и Вјатка. Површина јој је 42.100 км². Клима је умерено-континентална. Природа Удмуртије се класификује у подручје тајги.

## Становништво
| 1989.     | 2002.     | 2010.     |
| --------- | --------- | --------- |
| 1,609,003 | 1,570,316 | 1,521,420 |

Удмурти су угрофински народ. Они су по попису из 2002. чинили 29,3% становништва, од укупно 1.570.316 становника. Највећа етничка група су Руси са 60,1%. Од значајнијих мањина ту су 109.218 (= 6,96%) Татара, 11.527 (= 0,73%) Украјинаца и 8.985 (= 0,57%) народа Мари. Посебност су готово асимиловани народ Бесермани, који су од 2002. признати као посебан народ (пре тога су сматрани Удмуртима, има их око 3000). Званични језици су удмуртски и руски. Поред верника Руске православне цркве у Удмуртији има и шаманиста.

## Историја
Први руски колонисти су се појавили у 12. веку. До тада је ово подручје било насељено искључиво Удмуртима. После пада Казања под руску власт 1552, увећао се број руских досељеника. У 18. веку у Удмуртији су биле активне хришћанске мисије када су се појавили први преводи Библије. Од 1934. Удмуртија је била аутономна социјалистичка република Совјетског Савеза. После раздвајања република Совјетског Савеза, Удмуртија је постала аутономна република Руске Федерације.

## Привреда
Република је релативно добро повезана транспортним везама и јако индустријализована. Најважније привредне гране су индустрија прераде метала и дрвета, хемијска индустрија и индустрија стакла. Нафта и угаљ су најзначајнија природна богатства.